# Lo squadrone bianco

Una scena del film

Lo squadrone bianco è un film del 1936 diretto da Augusto Genina.
Realizzato in gran parte nel deserto libico, a quel tempo colonia italiana, venne presentato alla Mostra di Venezia di quell'anno, dove fu premiato con la Coppa Mussolini al miglior film italiano, per poi conoscere una grande diffusione all'estero. È considerato uno dei più importanti film di propaganda dell'epoca fascista.

## Trama
Il tenente di cavalleria Ludovici, in seguito a una delusione amorosa con la fidanzata Cristiana, si arruola nel corpo militare dei Meharisti e si fa assegnare in Tripolitania italiana. Giunge al forte in sostituzione del ten. Bettini, caduto valorosamente in battaglia. Qui deve vedersela con il capitano Santelia, ufficiale dai modi duri, ma di grande esperienza nel deserto.
Quando giunge notizia della presenza di una banda di ribelli, il comando decide di inviare uno squadrone al loro inseguimento. La colonna, guidata dai due ufficiali, affronta una spedizione di molti giorni nel deserto profondo. Dopo il primo giorno di marcia il tenente Ludovici, smarrito dalle ostiche condizioni ambientali e dai suoi malinconici pensieri, subisce una severa reprimenda dal capitano, convinto che Ludovici sia solo un giovane viziato senza una vera vocazione militare. Nei giorni successivi la colonna, affrontando la penuria d'acqua e le tempeste di sabbia, prosegue l'inseguimento, e Ludovici, benché stremato e sofferente, resiste allo sforzo.
Individuati e raggiunti i ribelli dopo una dura marcia a tappe forzate, viene ingaggiata un'aspra battaglia nella quale il capitano Santelia ed il "mehari" El Fennek, attendente di Ludovici, restano uccisi. Sarà quindi Ludovici a guidare la colonna nella marcia di rientro alla base. Qui egli ritrova inaspettatamente Cristiana, giunta al forte con un gruppo di turisti, che si dichiara pentita di averlo lasciato e gli chiede di tornare con lei. Ma Ludovici rifiuta, rispondendo che ormai il suo posto è lì, al comando delle truppe nel deserto. Segue il ricordo del capitano Santelia, le cui ultime volontà sono di essere sepolto nel deserto, da lui tanto amato.

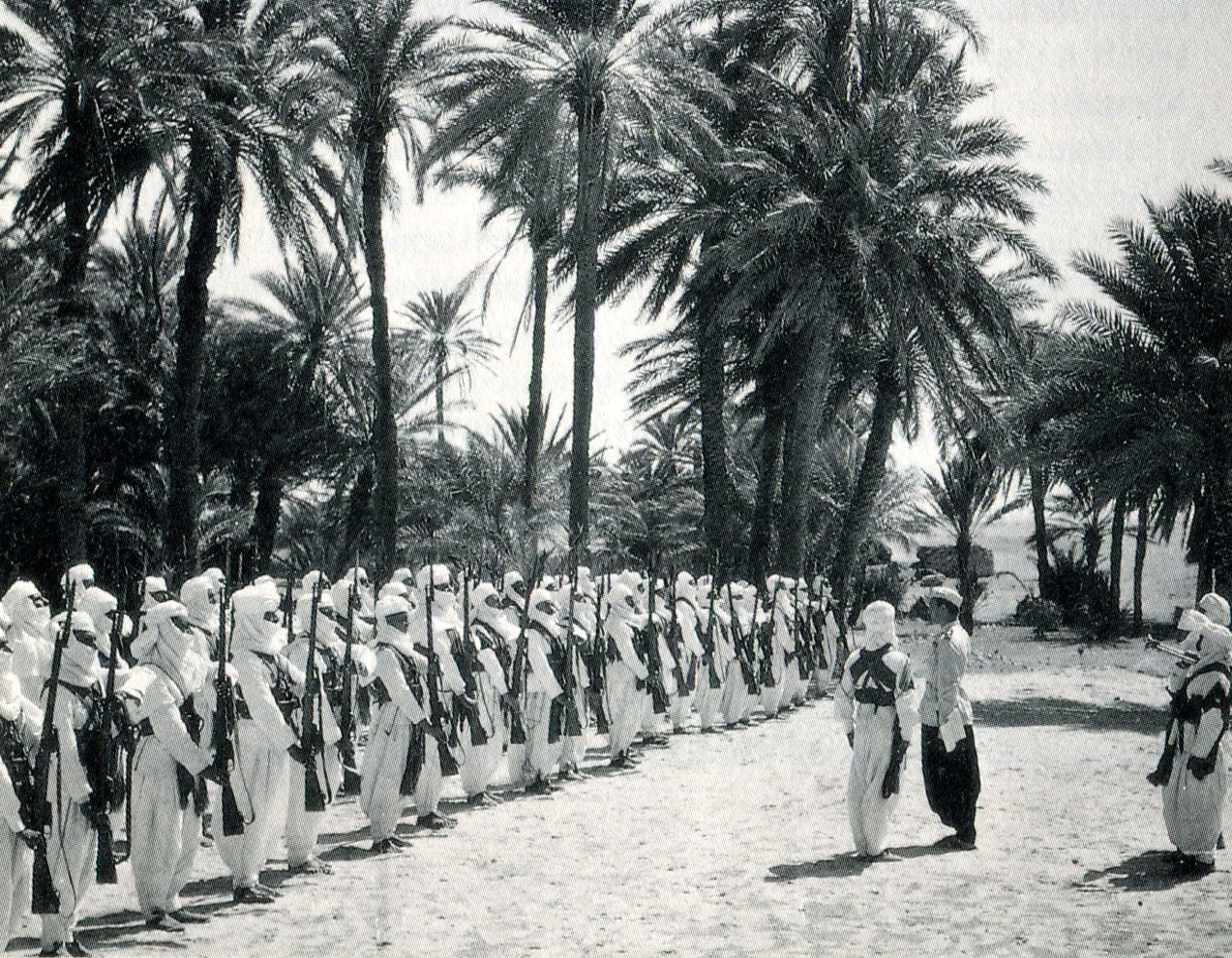
Adunata nell'oasi per lo squadrone bianco in partenza per la spedizione nel deserto

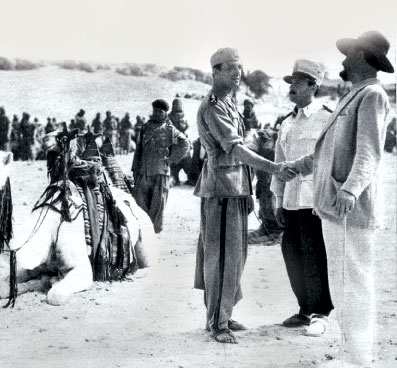
La riunione degli ufficiali dello squadrone bianco. Nei film coloniali le truppe locali sono destinate a restare anonime come semplice sfondo

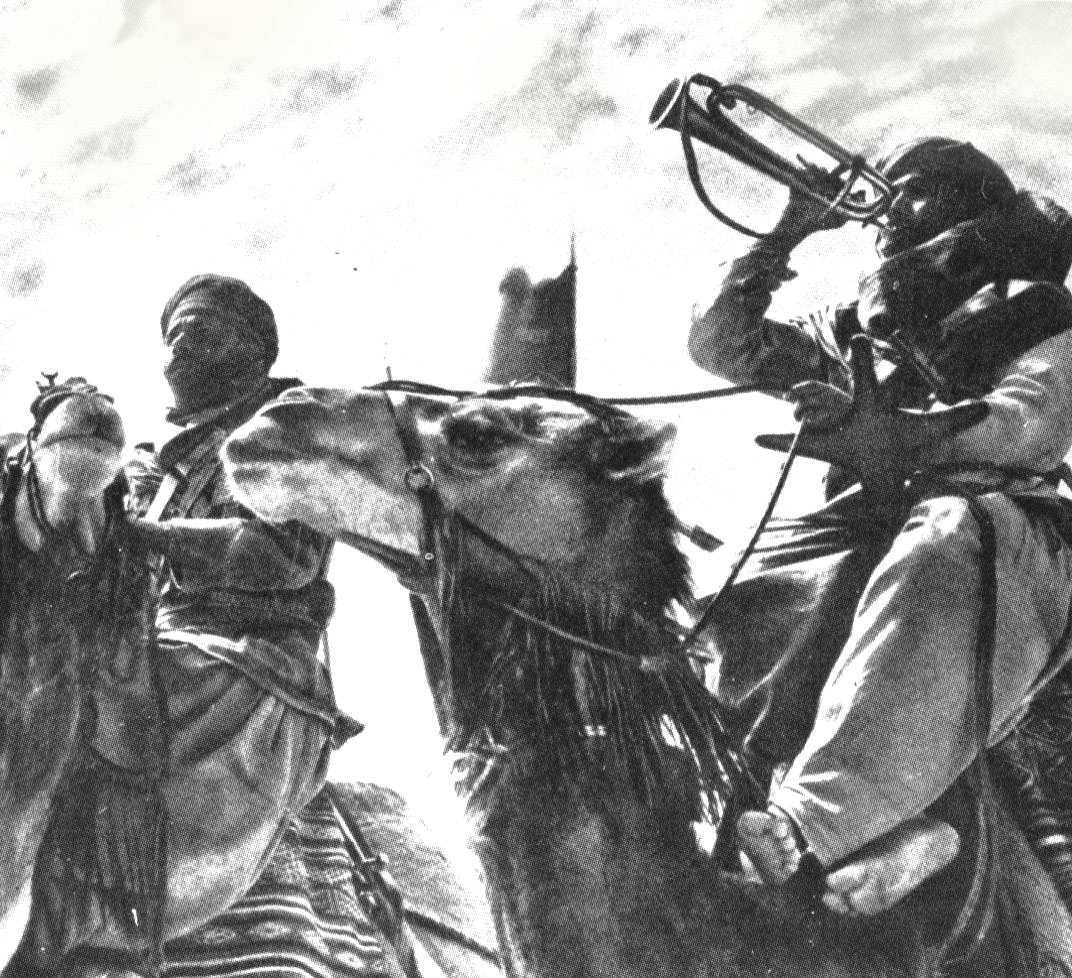
Trombettiere nello squadrone bianco di Genina

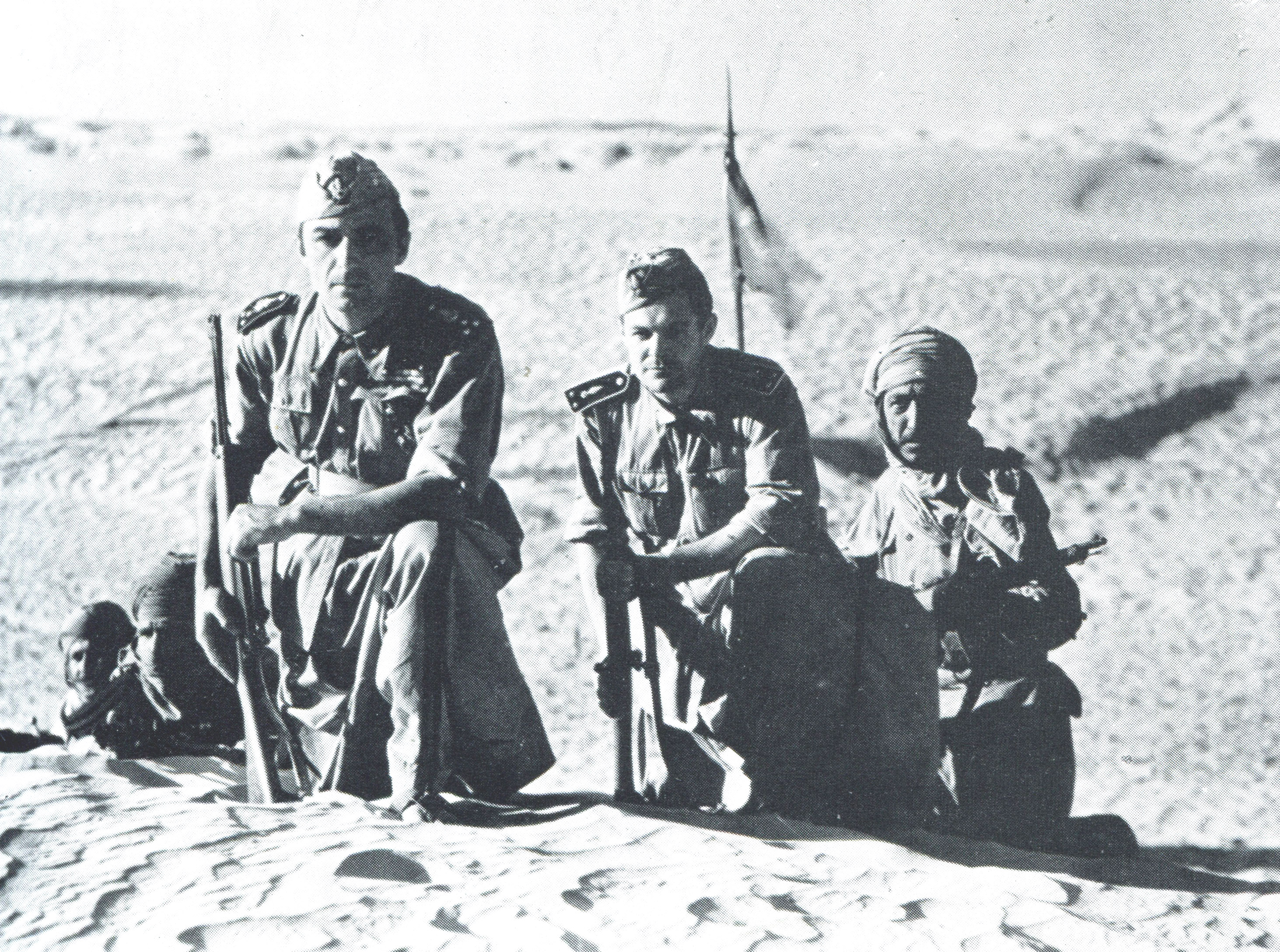
Fosco Giachetti, Antonio Centa e Cesare Polacco in una scena nel deserto libico

## Produzione
Si trattò del primo film importante che Augusto Genina diresse al suo rientro in Italia dopo oltre dieci anni di lavoro cinematografico trascorsi in Germania e Francia. Il regista aveva provato dapprima a realizzare il film proponendolo alla "London film" di Korda e Toeplitz quale celebrazione dell'impero britannico; tentò poi anche in Francia, ma senza riuscire neppure là a trovare produttori, benché, alla sua uscita, molti si lamentassero per l'occasione persa. Lo stesso Peyré, quando il film fu presentato in Francia, polemizzò apertamente con il proprio Paese sostenendo, che «si è dovuto ricorrere all'aiuto generoso del governo italiano ed all'intelligenza di un regista italiano per realizzare questo capolavoro; la Francia ha negato i mezzi per fare qualcosa di simile».
In Italia le cose andarono diversamente non solo perché ricorreva il 25º anniversario della conquista coloniale della Libia che si voleva celebrare paragonando due imperi: quello romano e quello fascista recentemente proclamato (nei titoli di testa il film viene infatti dedicato "ai valorosi gruppi sahariani che ricondussero la Libia sotto il segno di Roma"), ma anche perché stava iniziando la ripresa della produzione cinematografica italiana, favorita dal governo. Infatti, ad incaricarsi della realizzazione del film fu la "Roma film", impresa fondata da Francesco Giunta e definita «società fascista, presieduta da un fascista, risoluti a portare un contributo alto e disinteressato alla cinematografia italiana, lineare ed edificante nell'ambiente, nel racconto e nella morale». L'iniziativa poté quindi fruire dei finanziamenti previsti da una legge incentivante del cinema di produzione italiana che era entrata in vigore l'anno precedente. Con tale finanziamento si riuscì a sostenere il budget – impegnativo per quel tempo – previsto in 5 milioni di lire.
Le riprese iniziarono il 18 aprile 1936 nel deserto libico, dove fu creato un accampamento presso il forte Sinauen, mentre per girare diverse riprese si utilizzò l'oasi di Gadames al confine con la Tunisia. Il lavoro fu seguito ed agevolato dal governatore della colonia Balbo, con la fornitura di materiali e truppe, anche se poi nacque una difficoltà quando emerse che i meharisti italiani, a differenza di quelli francesi che avevano ispirato il racconto di Peyré, avevano il burnus nero, e non bianco, per cui diverse scene dovettero essere rifatte ed adattate per poter conservare il titolo.

### Soggetto
Lo squadrone bianco è tratto da un romanzo pubblicato nel 1931 da Joseph Peyré, primo di una serie dedicata dallo scrittore francese alle avventure nel deserto (a L'Éscadron blanc, premiato in Francia con il "Prix Renaissance", seguirono diversi altri romanzi, sino a Sahara nel 1955), del quale fu modificato il finale, dato che nel racconto il tenente protagonista muore durante la missione.

### Cast
Film essenzialmente maschile, nel quale si contrappongono «la decadenza del bel mondo femminile, urbano e borghese e la rigenerazione del deserto, fatta di dovere, sacrifici e cameratismo», Lo squadrone bianco richiese diverso tempo per la scelta degli interpreti. Dopo una selezione che aveva riguardato, tra gli altri, Mino Doro, Marcello Spada e Camillo Pilotto, la scelta cadde su Antonio Centa, presentato in questa occasione come «avanguardista bresciano nel 1921 ed autore della marcia su Roma», il quale già aveva interpretato alcuni ruoli, ma senza mai arrivare alla notorietà che gli avrebbe procurato il film di Genina. L'altro interprete, Fosco Giachetti, era stato sino ad allora un attore prevalentemente teatrale e fu selezionato dal regista che lo vide recitare al Teatro Argentina. Dopo aver interpretato il ruolo del capitano Santelia la sua carriera cambiò, e fu da allora dedicata quasi esclusivamente al cinema.
Lo squadrone bianco fa parte dei film di esaltazione del ruolo italiano in Africa, considerato «propagatore di civiltà, autore di gesta eroiche, edificatore di nuove città», secondo un "filone" da sempre presente nella cinematografia italiana. I primi titoli apparvero al tempo della conquista della Libia, cui aveva fatto seguito una seconda serie alla fine degli anni venti (Kif Tebbi, Miryam). Nel 1936, nel clima trionfalistico seguito alla proclamazione dell'Impero dopo la conquista dell'Etiopia, apparve Il grande appello, diretto da Camerini, che poi nel 1974 il regista definì «un errore: si trattò di un film colonialista ed ho il rimorso di averlo fatto». Seguirono nel 1937 Sentinelle di bronzo di Marcellini e Luciano Serra pilota di Alessandrini nel 1938, anch'esso premiato a Venezia.
Qualche commentatore successivo ha ritenuto che in quest'ultima serie le pellicole siano state in numero limitato rispetto al totale della produzione italiana: secondo Cavallo, nel 1936, anno di Squadrone bianco, il film di esplicita propaganda furono 3 su 43, cioè meno del 10 %, né tale incidenza cambierà molto negli anni successivi. Essi sono tutti accomunati dal tentativo di «collegare le ideologie fascista e colonialista e la loro rilevanza nella produzione culturale del regime».
Accanto a questi film furono prodotti alla fine degli anni trenta molti documentari dell'Istituto Luce con le stesse finalità, come Soldati d'Africa sulle campagne militari contro le resistenze dei "ribelli" nell'estremo sud del deserto (proprio dove è ambientato Lo squadrone bianco), oppure una serie di filmati (1928 - 1930) sulla Rinascita della Libia, per arrivare, nel 1939 al Ventimila coloni nelle nuove province libiche
Quanto alla protagonista femminile, Fulvia Lanzi (pseudonimo di Luisa Maria Camperio), diventò Cristiana, la vacua fidanzata che spinge Ludovici al riscatto nel deserto libico, dopo il rifiuto di Nicky Visconti, una delle sorelle di Luchino, a cui Genina aveva proposto quella parte. Nonostante diversi apprezzamenti ricevuti per il suo esordio («la più interessante maschera uscita in questi ultimi 6 - 7 anni nel cinema italiano» la definì il Corriere della sera), questa restò la sua unica apparizione cinematografica.

## Accoglienza

### Critica
Lo squadrone bianco fa parte di quel novero di film che, data la loro natura essenzialmente propagandista, anche se collegata a valori di forte spettacolarità, ha conosciuto un contrasto netto tra le valutazioni ricevute all'epoca e quelle retrospettive. «Anche i critici più autorevoli - è stato osservato - e ritenuti più indipendenti parteciparono, nel 1936, ad un coro di elogi, usando immagini, aggettivi, retorica, faciloneria ed approssimazione del fascismo». La prima espressione di queste valutazioni entusiaste si ebbe in occasione della presentazione del film a Venezia.

#### Presentazione a Venezia
Tagliato durante l'esame preventivo in sede ministeriale in quanto considerato eccessivamente lungo, il film fu presentato alla Mostra in una "prima" che avvenne la sera del 20 agosto 1936 alla presenza di un pubblico enorme, circa tremila persone, nel quale v'erano anche numerose rappresentanze straniere ed alcuni membri della famiglia reale. Lo squadrone bianco ricevette, come narrano le cronache, applausi con ovazione finale e grandi elogi dalla critica. «Un film degno veramente di chiamarsi italiano - così scrisse La Stampa - , un'opera salda e virile (...) l'ambiente dei nostri meharisti, la vita di quello squadrone diventano i veri protagonisti là dove il deserto confonde i suoi barbagli con quelli del cielo; le pagine bellissime sono parecchie e sovente ci offrono del vero cinema nobilmente inteso». 

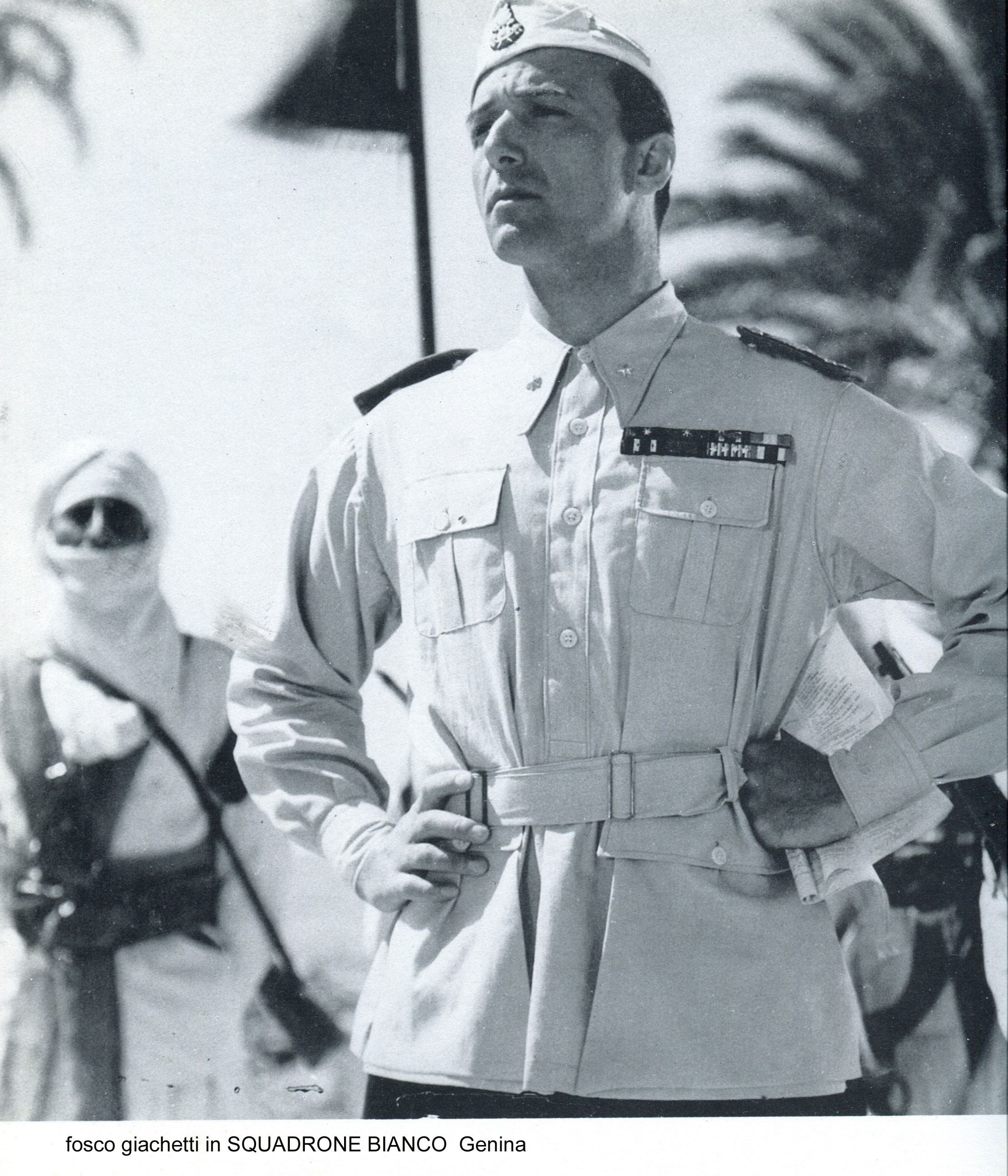
Per Fosco Giachetti, Lo squadrone bianco costituì il passaggio da una carriera soprattutto teatrale al cinematografo

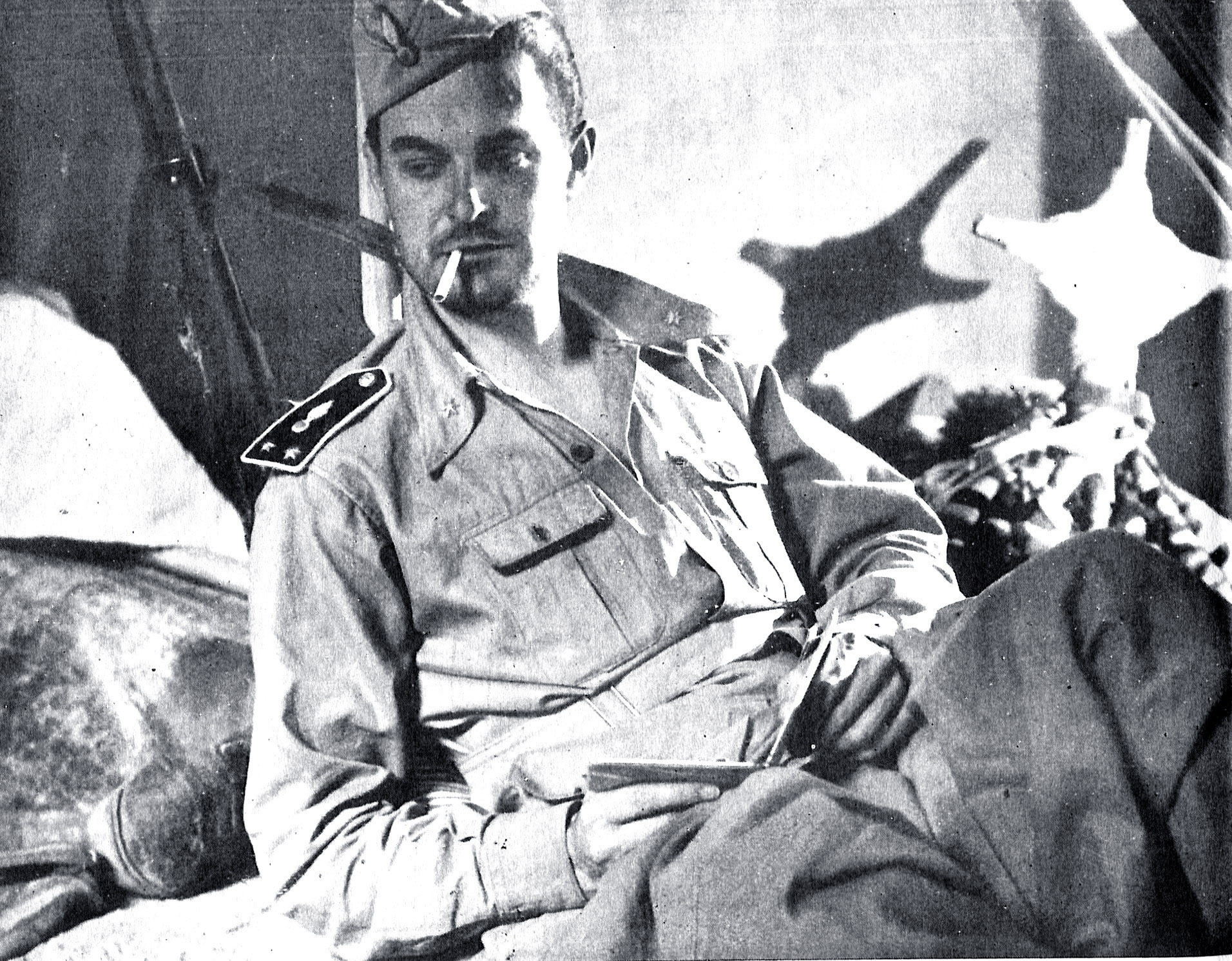
Antonio Centa ottenne un successo mai raggiunto nelle precedenti pellicole interpretate

Dello stesso tenore il giudizio del Corriere della sera («Questa volta ci siamo: prendere un soggetto che per tre quarti si svolge nel deserto, dove non si vedono che dune, senza scene d'amore, senza baci, a cavarne un film attraente, appassionante, popolare era l'impossibile compito che Genina si è assunto e che è riuscito vittoriosamente a realizzare») ed il commento del Messaggero: «è di gran lunga il più schietto, umano, forte film fatto finora in Italia sul soldato italiano. Qui non c'è l'eroe tipico che i registi a corto d'ispirazione cucinano prendendo il più delle volte a prestito i lati caratteristici degli eroi del cinema americano».
Tuttavia, nonostante l'ampia serie di elogi raccolti dal film e l'atmosfera celebrativa creata attorno ad esso, non riuscì a passare inosservata una contestazione avvenuta al momento della premiazione, quando, contro l'orientamento degli spettatori, Lo squadrone bianco fu insignito della Coppa Mussolini per il miglior film italiano, preferendolo a Cavalleria. È quanto traspare da un articolo di Marco Ramperti nel quale si descrive «un pubblico che zittì il film eletto, tributando invece ovazioni a quello bocciato». Comunque i giudizi della critica sul film non cambiarono quando, nell'autunno 1936, esso iniziò a circolare nelle sale: Cinema scrisse infatti che «Lo squadrone bianco, al di là degli stessi valori romanzeschi, è e rimarrà una splendida e poetica documentazione del valore guerriero e della bellezza dei nostri cavalieri del deserto».

#### Successo internazionale
Dopo il riconoscimento veneziano, Lo squadrone bianco riscosse un grande successo non soltanto in Italia, dato che diventò in quel tempo uno dei film italiani più diffusi all'estero. Infatti, oltre alla Francia, dove il film, con una versione doppiata, restò ininterrottamente per sei mesi in visione in una sala cinematografica sugli Champs Élysées a Parigi, esso fu proiettato con riscontri positivi in Germania, a Londra, a Bruxelles, ad Oslo ed in due cinematografi di Tokyo, oltre che in diversi Paesi dell'America Latina con forti comunità italiane. Il film fu distribuito dalla "Hesperia" anche negli Stati Uniti e, in particolare a New York, esso restò per qualche tempo in cartellone in due sale di Broadway, ottenendo critiche favorevoli sul New York Times. Questi successi diedero modo a Freddi di vantare il nuovo corso del cinema italiano di cui era stato artefice, sostenendo che s'era «abbandonato il concetto mediocrista di una produzione fatta esclusivamente in vista del ristretto mercato interno».

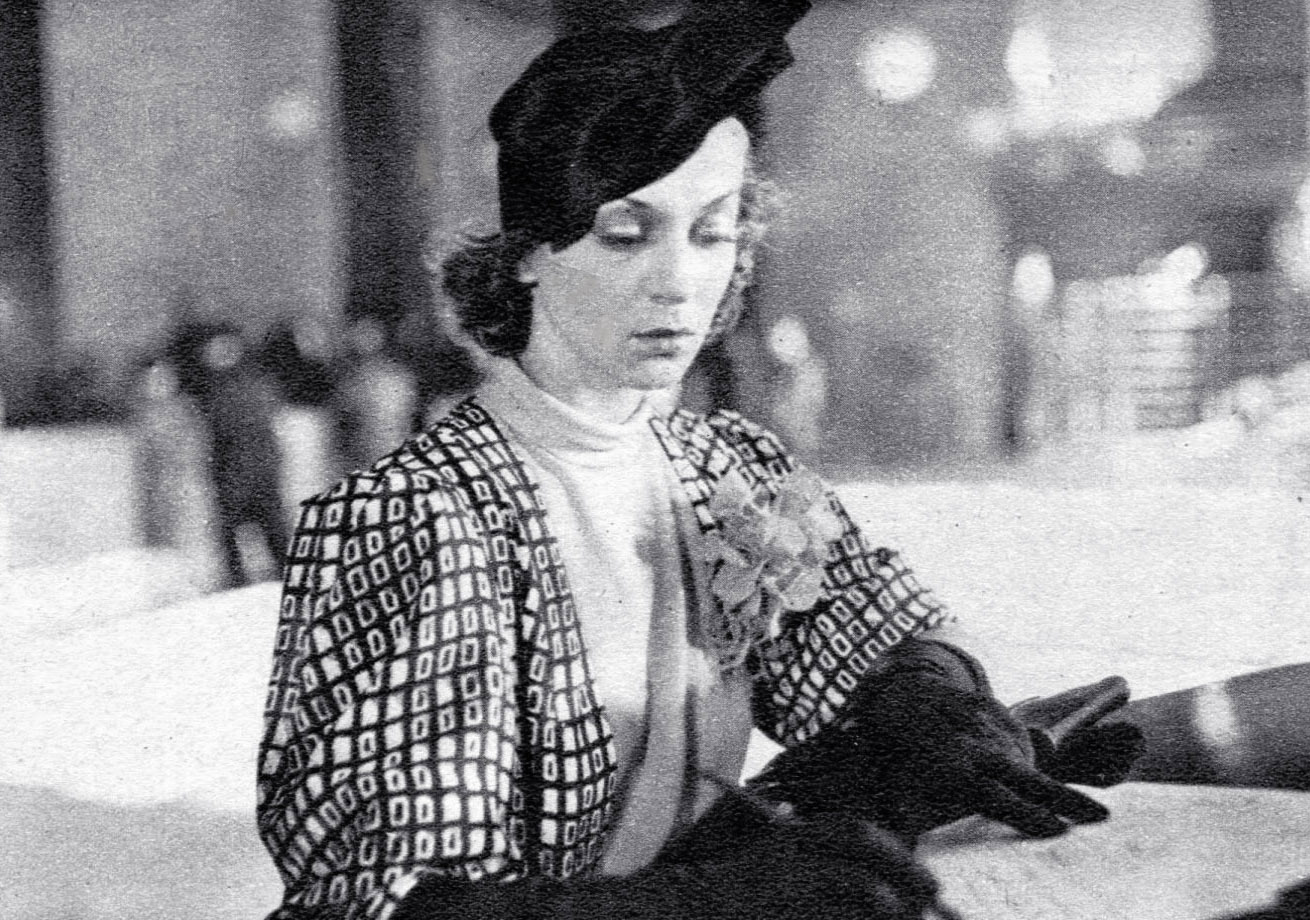
Fulvia Lanzi (Luisa Maria Camperio) dopo Lo squadrone bianco non partecipò più ad altri film, nonostante gli apprezzamenti ricevuti.

#### Commenti successivi
Alla prova del tempo, Lo squadrone bianco è diventato nel giudizio generale uno degli «eccellenti esempi di film di propaganda, in cui la retorica ideologica e politica era sorretta, e pertanto risultava particolarmente efficace, da uno stile di notevole forza drammatica». Il film di Genina «intendeva esaltare la dedizione e lo spirito di sacrificio degli ufficiali italiani che alle loro vicende private anteponevano amore per la patria e difesa delle terre conquistate d'Africa». Terre che sono rappresentate «come un luogo vergine dove ci si può redimere e costruire una nuova vita»
Come hanno rilevato anche osservatori stranieri, il film «è l'esempio di un cinema in cui si combinano gli ideali fascisti con un ottimo valore spettacolare» ed anche «un tipico esempio di cinema coloniale poiché l'enfasi del film riguarda più l'Italia dell'Africa». Tuttavia, come ha osservato Claudio G. Fava, Lo squadrone bianco, rivisto dopo tanti anni, nonostante tutta la sua carica retorica, offre anche mestamente «un'impressione generale di povertà ed inadeguatezza tecnica dell'esercito italiano in Libia».

## Riconoscimenti
- 1936 - Mostra internazionale d'arte cinematografica
  - Coppa Mussolini al miglior film italiano